# Shahādah

Shahādah

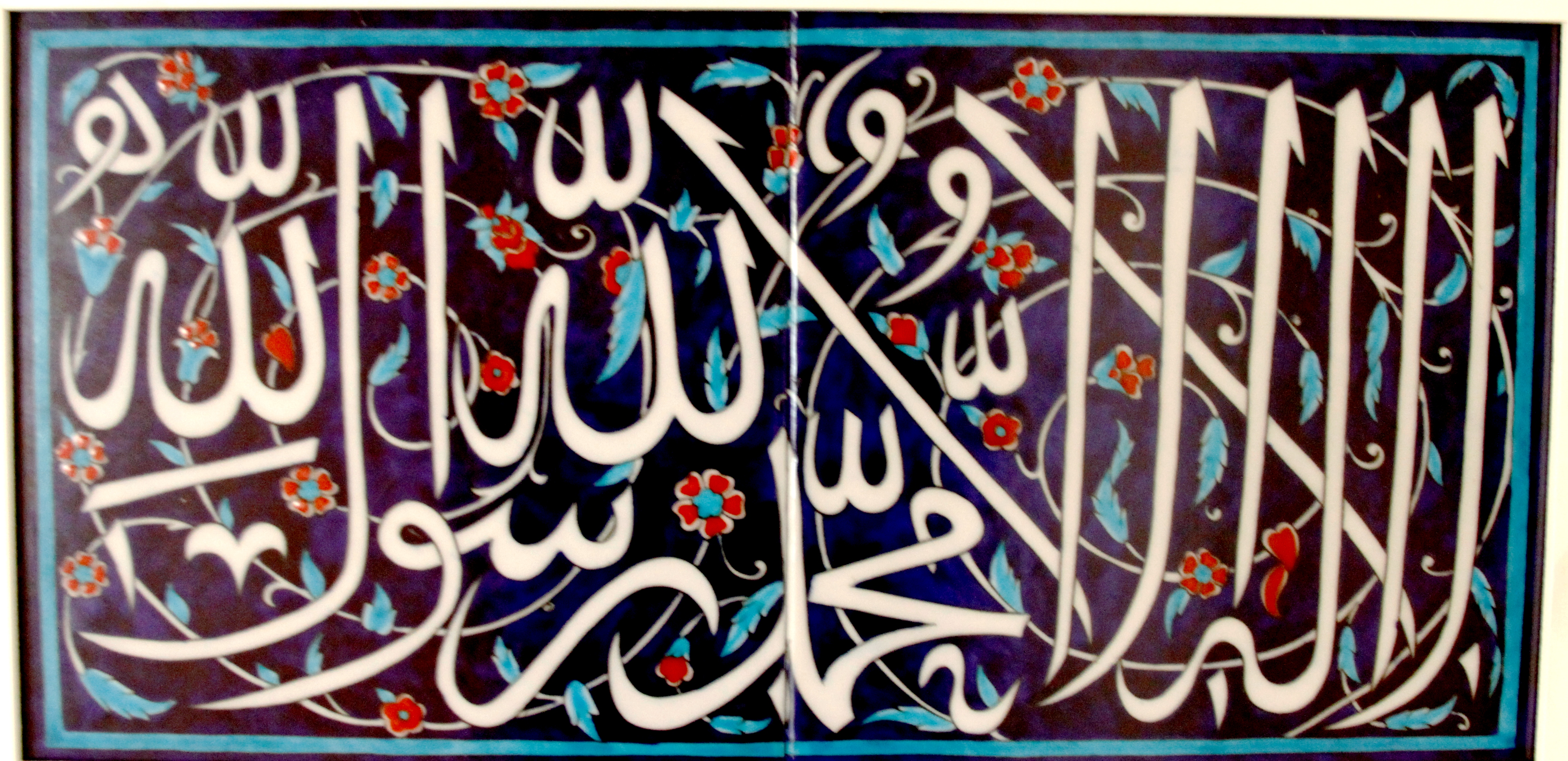
La shahādah in una ceramica di İznik (Turchia)

La shahādah (in arabo شهادة‎?), traslitterata anche come shahada, è la testimonianza di fede con cui un musulmano dichiara di credere in un solo e unico Dio (Allah) e nella missione profetica di Maometto. Fa parte dei cinque pilastri dell'Islam.

## Lashahādahcome testimonianza
La formula araba, secondo una prima traduzione di Sa'd ibn Abi Waqqas, suona:
(in arabo أشهد أن لا إله إلا الله وأشهد أن محمدا رسول الله‎? )
cioè:
La shahādah costituisce condizione essenziale per diventare musulmano, qualora la formula sia espressa con retta intenzione (niyya) e sia pronunciata in modo intelligibile di fronte a due testimoni giuridicamente idonei. Viene talora definita al-shahādatāni ("le due testimonianze"), in quanto costituente due distinte dichiarazioni: quella di adesione al monoteismo islamico (Tawḥīd) e quella di fede nella missione profetica di Maometto. Tale professione-testimonianza di fede non compare in questa forma condensata nel Corano, anche se, disseminati nel testo, si possono ritrovare tutti gli elementi che la compongono. La shahādah è più volte recitata nel corso della preghiera islamica (ṣalāt) ed è spesso pronunciata dai musulmani per sottolineare la propria fede in circostanze dal forte contenuto emozionale.

## La shahādah sui vessilli
La formula compare, spesso con i colori islamici bianco, nero e verde, all'interno di vessilli di entità statali in cui l'islam è religione di Stato (Somaliland, Arabia Saudita e Repubblica Islamica dell'Afghanistan) e di organizzazioni jihadiste (i Talebani, l'ISIS, il Fronte al-Nusra e il successore Tahrir al-Sham, gli Al-Shabaab e al Qaida), nonché di altre organizzazioni di natura islamica come il Fronte di Liberazione Nazionale Moro.
In particolare la bandiera saudita, a causa della sacralità della formula, è l'unica bandiera nazionale a non essere mai issata a mezz'asta per lutto.

Bandiera del Somaliland
Bandiera dell'Arabia Saudita
Bandiera della Repubblica Islamica dell'Afghanistan
Bandiera dei talebani
Bandiera dello Stato Islamico
Bandiera di Jabhat al-Nuṣra
Bandiera degli Al-Shabaab
Bandiera di Al-Qaeda
Bandiera del MNLF